# Kawhi Leonard
Kawhi Anthony Leonard (/kəˈwaɪ/, sinh ngày 29 tháng 6 năm 1991) là một cầu thủ bóng rổ chuyên nghiệp người Mỹ chơi cho Los Angeles Clippers tại Giải bóng rổ Nhà nghề Mỹ (NBA). Leonard đã chơi hai mùa bóng rổ đại học cho San Diego State Aztecs và được bầu chọn vào đội thứ hai All-American lúc là sinh viên năm hai. Indiana Pacers đã chọn anh với lượt chọn thứ 15 trong NBA draft 2011 nhưng đã được trao đổi với San Antonio Spurs ngay trong ngày dự bị.
Cùng với Spurs, Leonard đã giành được danh hiệu vô địch NBA đầu tiên vào năm 2014 đồng thời anh được vinh danh là Cầu thủ xuất sắc nhất trận chung kết (MVP Finals). Sau bảy mùa giải với Spurs, Leonard đã được trao đổi với Raptors vào năm 2018. Trong 2019 anh đã dẫn dắt Raptors tới chức vô địch NBA đầu tiên trong lịch sử của đội bóng và giành giải thưởng MVP Finals lần thứ hai. Sau mùa giải đó, Kawhi Leonard bắt đầu một chương mới trong sự nghiệp với việc ký kết hợp đồng với Los Angeles Clippers cùng với Paul George, đưa đội bóng này trở thành một thế lực mới tại NBA.
Anh đã bốn lần được lựa chọn vào đội hình All-Star và giành được danh hiệu All-Star MVP. Đồng thời, anh có hai lần được chọn vào đội All-NBA First Team. Anh được đạt biệt danh "The Claw" hay "The Klaw" nhờ kỹ năng ball-hawking và khuôn bàn tay của mình, Leonard đã năm lần được vinh danh vào All-Defensive Team và 2 lần giành giải Cầu thủ Phòng ngự hay nhất năm của NBA vào các năm 2015 và 2016.